# 키테레츠 대백과
《키테레츠 대백과》(일본어: キテレツ大百科 키테레츠 다이햣카[*])는 후지코 F. 후지오 원작의 일본에서 만들어진 애니메이션 및 드라마 시리즈이다. 대한민국에서는 2010년 5월 10일부터 카툰 네트워크에서 방송을 했었다.
주인공인 강기태의 조상 강발명이 생전에 발명하였던 발명품을 수록해 둔 대사전 〈키테레츠 대백과〉를 강기태가 이용하여 여러 가지 실험을 하며 여러 가지 발명품을 만든다. 키테레츠 대백과에서 발견한 코로스케의 설계도를 이용하여 코로스케를 제작했으며 이 코로스케와 강기태, 그리고 강기태의 주변 인물들이 살아가는 이야기를 다루고 있다.

## 드라마
드라마 사랑의시 스페셜로, NHK의 실사 드라마가 제작되고있다. 제목은  키테레츠  . 방송은 NHK 교육에서 2002년 1월 1일 18시 30 분부터 19시 45분까지 진행되었다. 작중에서 코로스케의 모습은 CG로 제작하였다.

### 직원
- 원작 : 키테 레츠 대백과
- 제작·저작 : NHK
- 공동 제작 : NHK 엔터프라이즈|NHK 엔터프라이즈 21
- 연출 : 일색 타카시
- 각본 : 토다야마 마사시
- 제작 총괄 : 카가타 토오루, 이에키 마사오
- 음악 : 우치야마 카즈
- 출연 극단 & 프로덕션 : 엔젤 프로, 극단 도하이, 극단 해바라기

### 캐스트
- 키테 에이이치 (키테레츠) : 야마우치 슈이치
- 코로스케 : 코야마 마미
- 미요타 미요코 (미요 짱) : 아사쿠라 에리카
- 스루도 코지 (고깔) : 토카이 코스케
- 구마다 가오루 (부타고리라) : 에나리 다이키
- 키테 에이타로 : 야마데라 코이치
- 키테 미치코 : 야마시타 요리에
- 가리노 벤조 : 야마모토 코지
- 키테레츠 토키 : 키요카와 모토무
- 미야하라 사오리 : 아와타 우라라
- 미야하라 곤자부로 : 카토 타케시
- 미야하라 리츠 : 후지무라 시호
- 하나조노 키미코 : 이모토 유카
- 타나베 선생님 : 모로 모로오카
- 트럭 운전사 : 후지와라 요시아키

## 목소리 출연

### 카툰네트워크판
- 우정신 - 강기태
- 김현심 - 코로스케
- 채의진 - 하초롱
- 최석필 - 한지수(돼지고릴라), 강득수(기태 아버지)
- 윤세웅 - 마마준(삐죽이)
- 유호한 - 박호구. 강발명(기태 할아버지) 마마준 아버지
- 임은정 - 허영숙(기태 어머니), 김근동
- 이소은 - 신오월, 이복희, 왕은미, 서유리, 하초롱 어머니, 보건 선생님
- 이재범 - 교감 선생님

### 대원방송 재더빙판
- 우정신 - 강기태
- 김현심 - 코로스케
- 채의진 - 하초롱 , 오나리(한지수 어머니)
- 최석필 - 한지수(돼지고릴라), 강득수(기태 아버지)
- 임은정 - 허영숙(기태 어머니)
- 김병현 - 마마준(삐죽이)
- 박준형 - 한웅팔(돼지고릴라 아버지)
- 원종준 - 박호구
- 김서현 - 이복희, 호구 어머니, 미희
- 김종엽 - 선생님
- 오건우 - 교감 선생님
- 김다빈 - 신오월, 꼬마 코로, 복희 어머니
- 권다예 - 서유리, 하초롱 어머니
- 장채연 - 왕은미(마마준 어머니)
- 신우철 - 마상필(마마준 아버지)
- 이동윤
- 손정민
- 이주은

## 같이 보기
- 도라에몽